# 默里謝盧鄉
47°01′00″N 24°31′00″E / 47.0167°N 24.5167°E
默里謝盧鄉（羅馬尼亞語：Comuna Mărișelu, Bistrița-Năsăud），是羅馬尼亞的鄉份，位於該國西北部，由比斯特里察-訥瑟烏德縣負責管轄，面積72平方公里，海拔高度357米，2007年人口2,641，人口密度每平方公里37人。